# Universidad de Selma
La Universidad de Selma es una universidad bíblica bautista privada históricamente negra en Selma, Alabama, EE. UU. Está afiliado a la Convención Bautista Misionera del Estado de Alabama.

## Historia
La institución fue fundada en 1878 como la Escuela Teológica y Normal Bautista de Alabama para capacitar a afroamericanos como ministros y maestros. La escuela compró el antiguo recinto ferial de Selma ese mismo año y se mudó a los antiguos edificios de exposiciones de la feria. Ministros destacados como William H. McAlpine, James A. Foster y R. Murrell estuvieron entre los fundadores. En una reunión celebrada en Mobile, Alabama en 1874, se eligieron los primeros fideicomisarios: CO Booth, Alexander Butler, William H. McAlpine, Holland Thompson y HJ Europe. La convención votó a favor de ubicar la escuela en Selma en 1877. La escuela abrió cuatro años más tarde en la Iglesia Bautista de Selma de Saint Phillips Street (que más tarde se convirtió en la Primera Iglesia Bautista). 

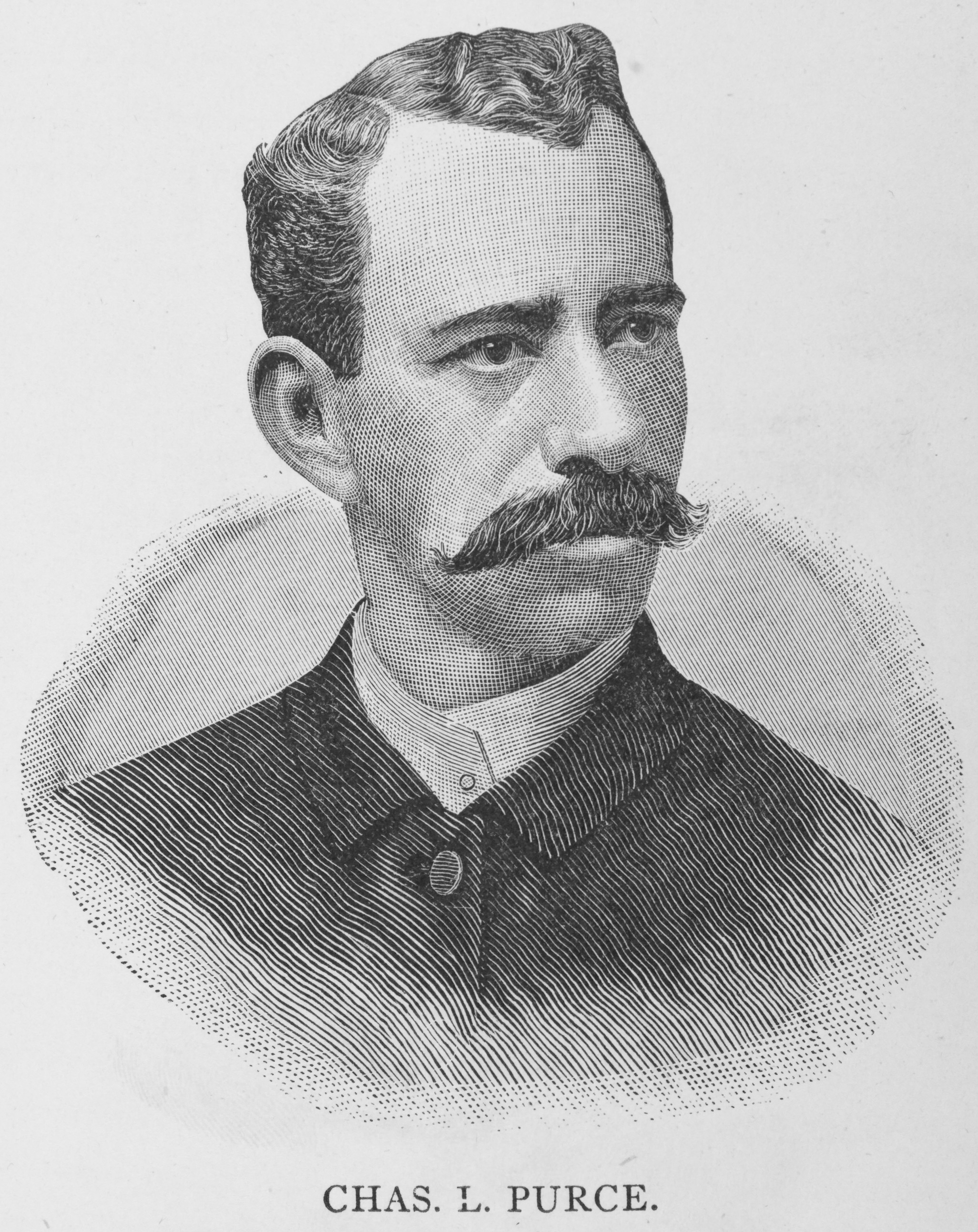
Charles L. Purce fue presidente de la Universidad de Selma de 1886 a 1894.

En 1881, la escuela fue incorporada por una ley de la legislatura bajo el nombre de Escuela Teológica y Normal Bautista de Alabama de Selma. En 1886, Charles L. Purce sucedió a Edward M. Brawley como presidente de Selma.  Purce tuvo éxito como presidente y ayudó a la universidad a pagar una deuda de 8.000 dólares. En 1894, aceptó la presidencia del Simmons College de Kentucky, entonces conocida como la Universidad Estatal de Louisville 
El 14 de mayo de 1908, el nombre se cambió oficialmente a Universidad de Selma.
A finales de la década de 1980, la Universidad de Selma pasó de ser un programa de licenciatura en religión de cuatro años y un programa de artes liberales de dos años a una institución de cuatro años. Sin embargo, en el otoño de 2000, la Universidad de Selma comenzó su transformación de una universidad cristiana de artes liberales a una universidad bíblica. En febrero de 2001, la Universidad de Selma recibió el estatus de solicitante y en febrero de 2005 la escuela recibió el estatus de candidato ante la Comisión de Acreditación de la Asociación para la Educación Superior Bíblica en Orlando, Florida. El 20 de febrero de 2009, la Universidad de Selma recibió la acreditación inicial de la Comisión de Acreditación de la Asociación para la Educación Superior Bíblica en Canadá y Estados Unidos.
Después de recibir la acreditación completa en 2014, la Universidad de Selma perdió la financiación del Título IV en 2019. La universidad no pasó las auditorías de responsabilidad financiera en 2016, 2017 y 2018 y recibió puntajes compuestos bajos de responsabilidad financiera del Título IV cada año. La universidad tampoco pudo pagar una deuda de más de 730.000 dólares después de incumplir tres acuerdos de pago acordados entre el entonces presidente de la universidad, el Dr. Alvin A. Cleveland, el vicepresidente de asuntos fiscales Robin Thomas y el departamento de Educación. El Departamento de Educación también citó cuatro embargos fiscales del IRS y dos embargos fiscales del estado de Alabama contra la Universidad Selma como prueba de que la Universidad Selma no pudo cumplir con su responsabilidad financiera y, por lo tanto, carecía de la responsabilidad financiera necesaria para administrar los programas del Título IV y HEA.
Selma también fue citada por capacidad administrativa fallida después de permitir que su contrato de sistema de información estudiantil expirara sin reemplazo, dejando a la universidad incapaz de registrar y documentar adecuadamente los registros de los estudiantes y las transacciones financieras.
La deuda se contrajo inicialmente cuando la universidad fue citada por proporcionar registros inadecuados de los estudiantes matriculados y continuó sin cumplir con los estándares requeridos por el departamento de educación con respecto al mantenimiento de esos registros durante el año escolar 2018-19.
La Universidad de Selma fue notificada el 21 de febrero de 2020 que infringía seis de los Estándares de Acreditación Institucional de la Asociación para la Educación Superior Bíblica (ABHE). La escuela no solicitó una revisión ni una apelación y la Comisión de Acreditación de la ABHE la puso en libertad condicional a partir del 3 de marzo de 2020. 
Alvin A. Cleveland sirvió como presidente durante más de veinte años,  hasta que fue reemplazado por Eddie Hill en junio de 2020. Hill fue reclutado fuera de la universidad para hacer frente a sus dificultades financieras. Llevaba más de cuatro años jubilado y es el primer presidente que no fue también ministro. 
Eddie Hill después de 8 meses como presidente renunció al cargo en febrero de 2021.  El Dr. Stanford Angion fue nombrado presidente interino. 

## Instalaciones
La Convención Estatal Bautista de Mujeres se organizó en 1886 y construyó un dormitorio para niñas en 1889. Este dormitorio recibió el nombre de Stone Hall en honor a la señorita Susie Stone, secretaria de la Convención de Mujeres.
La Capilla Conmemorativa Dinkins se completó en 1904. Fue nombrado en honor del Reverendo CS Dinkins, uno de los presidentes de la escuela. Este edificio fue reconstruido en 1921 tras haber sido destruido por un incendio. Fue renovado en 1980.
Foster Hall fue construido en 1910 y recibió su nombre en honor a Susie C. Foster, presidenta de la Convención de Mujeres en el momento de su construcción.
Cleveland Hall fue construido en 1948 y recibió su nombre en honor a MC Cleveland, Sr. El edificio contenía materiales que fueron tomados de Vickers Home y del Old Arcade Hotel en Selma.
El comedor Gibbs se construyó en 1953 y lleva el nombre de Henrietta M. Gibbs.
La Biblioteca Stone-Robinson fue erigida en 1960 y lleva el nombre de Susie Stone, Secretaria de la Convención de Mujeres y el Reverendo UJ Robinson, Presidente de la Convención Bautista Misionera del Estado de Alabama.
El Auditorio/Gimnasio Jemison-Owens se completó en 1966. Este edificio recibió su nombre en honor al reverendo DV Jemison, quien fue presidente de la convención, y a James H. Owens, presidente de la escuela en el momento de su construcción.
El dormitorio Hood-Ware para hombres y el dormitorio Jackson-Wilson para mujeres se completaron en 1970.
La Sala de Ciencias e Computación AW Wilson se completó en 1979.
En 1988, el complejo científico se amplió con la adición de un anexo que alberga un auditorio, varios laboratorios de instrucción y dos instalaciones informáticas, con oficinas para los profesores. El laboratorio de escritura equipado con computadora en Dinkins Hall, el laboratorio de matemáticas en la ampliación de Ciencias (terminado en 1989) y la biblioteca ampliada que alberga un centro de instrucción audiovisual y autoaprendizaje asistido por computadora (terminado en 1990) se encuentran entre las mejoras más significativas al campus.
Partes del campus se incluyeron en el Registro Nacional de Lugares Históricos en 2023.